# Ростовка (Вологодская область)
Ростовка — деревня в Сокольском районе Вологодской области.
Входит в состав Боровецкого сельского поселения, с точки зрения административно-территориального деления — в Боровецкий сельсовет.
Расстояние по автодороге до районного центра Сокола — 7 км, до центра муниципального образования Обросова — 4 км.
По переписи 2002 года население — 15 человек.